# Sérgio (demarco)
Sérgio (em latim: Sergius) foi um nobre bizantino do fim do século VI e começo do VII. Era demarco dos Verdes, uma das facções do Hipódromo de Constantinopla. Em 602, quando Focas rebelou-se, o imperador Maurício (r. 582–602) convocou-o com Cosme ao palácio imperial e solicitou o número de membros das facções; Sérgio deu lista de 1 500 verdes. Depois, foi abordado por Germano para que os verdes ajudassem em suas ambições imperiais; Sérgio relatou a questão aos líderes da facção e eles se recusaram a ajudar.